# Сборная Реюньона по футболу (до 17 лет)
Сборная Реюньона по футболу до 17 лет — национальная команда, представляющая остров Реюньон, заморский департамент Франции. Организатором команды выступала Реюньонская лига футбола, являющаяся ассоциированным членом КАФ без членства в ФИФА. Футболисты из Реюньона в возрасте 17 лет и младше приняли участие в трёх отборочных кампаниях к юношескому Кубку африканских наций.

## История
Впервые сборная Реюньона до 17 лет выступила на международном уровне в рамках отборной кампании к юношескому Кубку африканских наций 2007 года. На предварительном этапе команда обыграла Маврикий (4:1), а в первом раунде вылетела после поражения в серии пенальти от Зимбабве.
Следующий отборочный турнир Реюньон под руководством Мишеля Рено и Гэвина Жанна начал с победы над Сейшелами (7:0), а затем вновь уступила Зимбабве (1:2).
Наиболее близкой к выходу в основной этап Кубка африканских наций команда была близка в рамках кампании на турнир 2011 года, где смогла пройти Коморы (8:2) и Анголу (5:2). В решающем противостоянии команда проиграла Буркина-Фасо (1:3).
В квалификации к турниру 2013 года команда должна была стартовать с матча против Намибии, но встреча не состоялась и в последующем реюньонская юношеская сборная больше не выступала.

## Статистика

### Квалификация на КАН
| Год       | Этап             | И                | В                | Н                | П                | ГЗ               | ГП               |
| --------- | ---------------- | ---------------- | ---------------- | ---------------- | ---------------- | ---------------- | ---------------- |
| 1995-2005 | не участвовала   | не участвовала   | не участвовала   | не участвовала   | не участвовала   | не участвовала   | не участвовала   |
| 2007      | первый раунд     | 4                | 1                | 3                | 0                | 6                | 3                |
| 2009      | первый раунд     | 4                | 3                | 0                | 1                | 8                | 2                |
| 2011      | второй раунд     | 6                | 4                | 1                | 1                | 14               | 7                |
| 2013      | снятие с турнира | снятие с турнира | снятие с турнира | снятие с турнира | снятие с турнира | снятие с турнира | снятие с турнира |
| 2015-2023 | не участвовала   | не участвовала   | не участвовала   | не участвовала   | не участвовала   | не участвовала   | не участвовала   |
| Всего     | Всего            | 14               | 8                | 4                | 2                | 28               | 12               |

### Соперники
| Соперник     | И  | В | Н | П | ГЗ | ГП |
| ------------ | -- | - | - | - | -- | -- |
| Зимбабве     | 4  | 1 | 2 | 1 | 3  | 4  |
| Ангола       | 2  | 1 | 1 | 0 | 5  | 2  |
| Буркина-Фасо | 2  | 1 | 0 | 1 | 1  | 3  |
| Коморы       | 2  | 2 | 0 | 0 | 8  | 2  |
| Маврикий     | 2  | 1 | 1 | 0 | 4  | 1  |
| Сейшелы      | 2  | 2 | 0 | 0 | 7  | 0  |
| Итого        | 14 | 8 | 4 | 2 | 28 | 12 |